# بوکسور زیبا
بوکسور زیبا (به انگلیسی: Beautiful Boxer) فیلمی محصول سال ۲۰۰۴ و به کارگردانی اکاچای اوکرونگتهام است. در این فیلم بازیگرانی همچون آسانه سوآن، ساراپونگ چاتری ایفای نقش کرده‌اند.
این فیلم بر پایه داستان زندگی پاریانا چاپرونپول ساخته شده‌است.